# Kirishima (train)
Pour les articles homonymes, voir Kirishima (homonymie).
Le Kirishima (きりしま) est un train express existant au Japon et exploité par la JR Kyushu, qui relie les villes de Miyazaki et de Kagoshima. Son nom fait référence aux monts Kirishima.

## Gares desservies
Le Kirishima circule de la gare de Miyazaki à la gare de Kagoshima-Chūō en empruntant la ligne principale Nippō. Un aller-retour est limité entre Kokubu et Kagoshima-Chūō.
| Nom des gares    |
| ---------------- |
| Miyazaki         |
| Minami-Miyazaki  |
| Kiyotake*        |
| Tano*            |
| Yamanokuchi*     |
| Mimata*          |
| Miyakonojō       |
| Nishi-Miyakonojō |
| Kirishima-Jingū  |
| Kokubu           |
| Hayato           |
| Kajiki*          |
| Chōsa*           |
| Shigetomi*       |
| Kagoshima        |
| Kagoshima-Chūō   |

Les gares marquées d'un astérisque ne sont pas desservies par tous les trains.

## Matériel roulant
Les services Kirishima sont effectués par des rames séries 787. Ils étaient autrefois effectués par des rames séries 783 et 485.

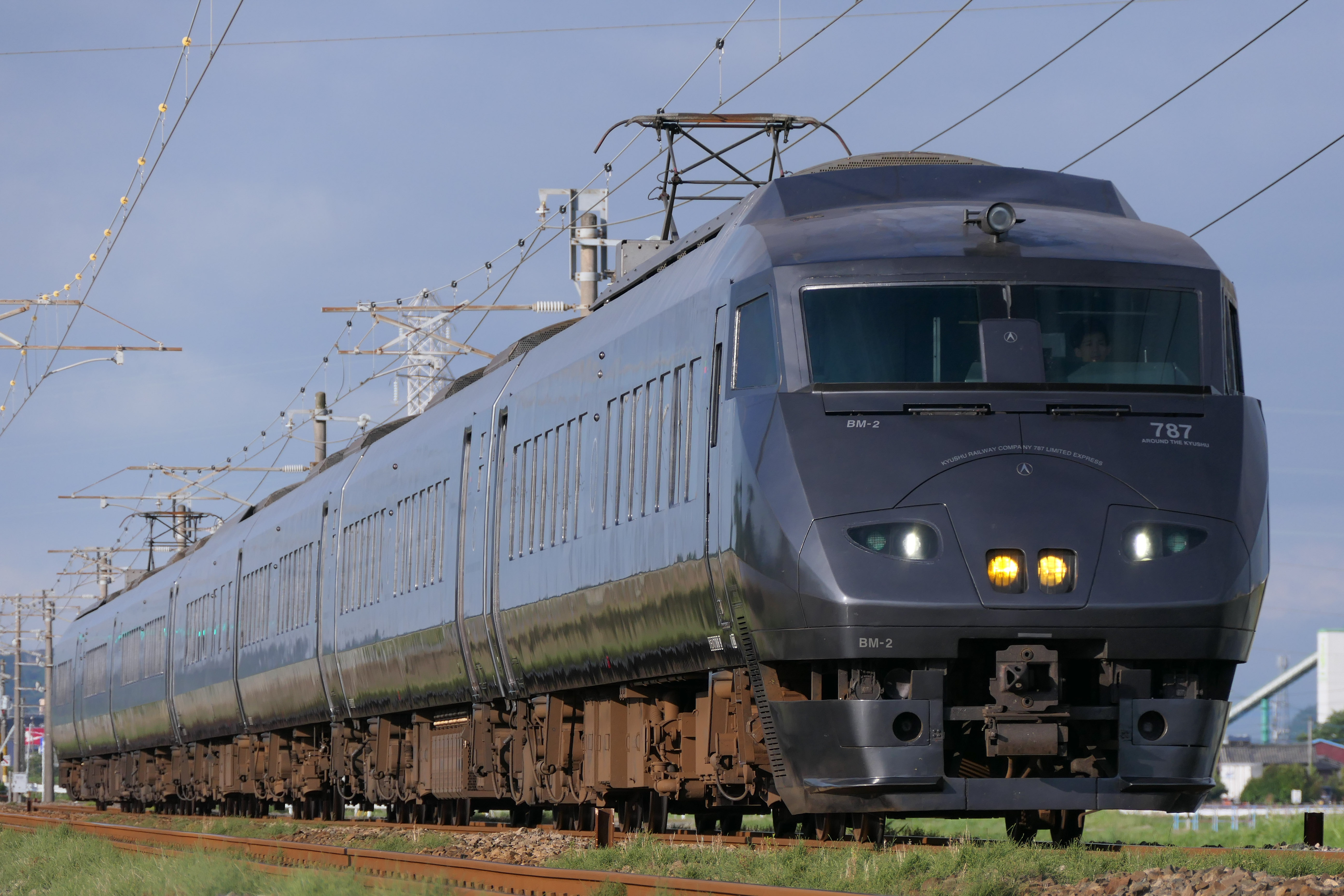
Série 787
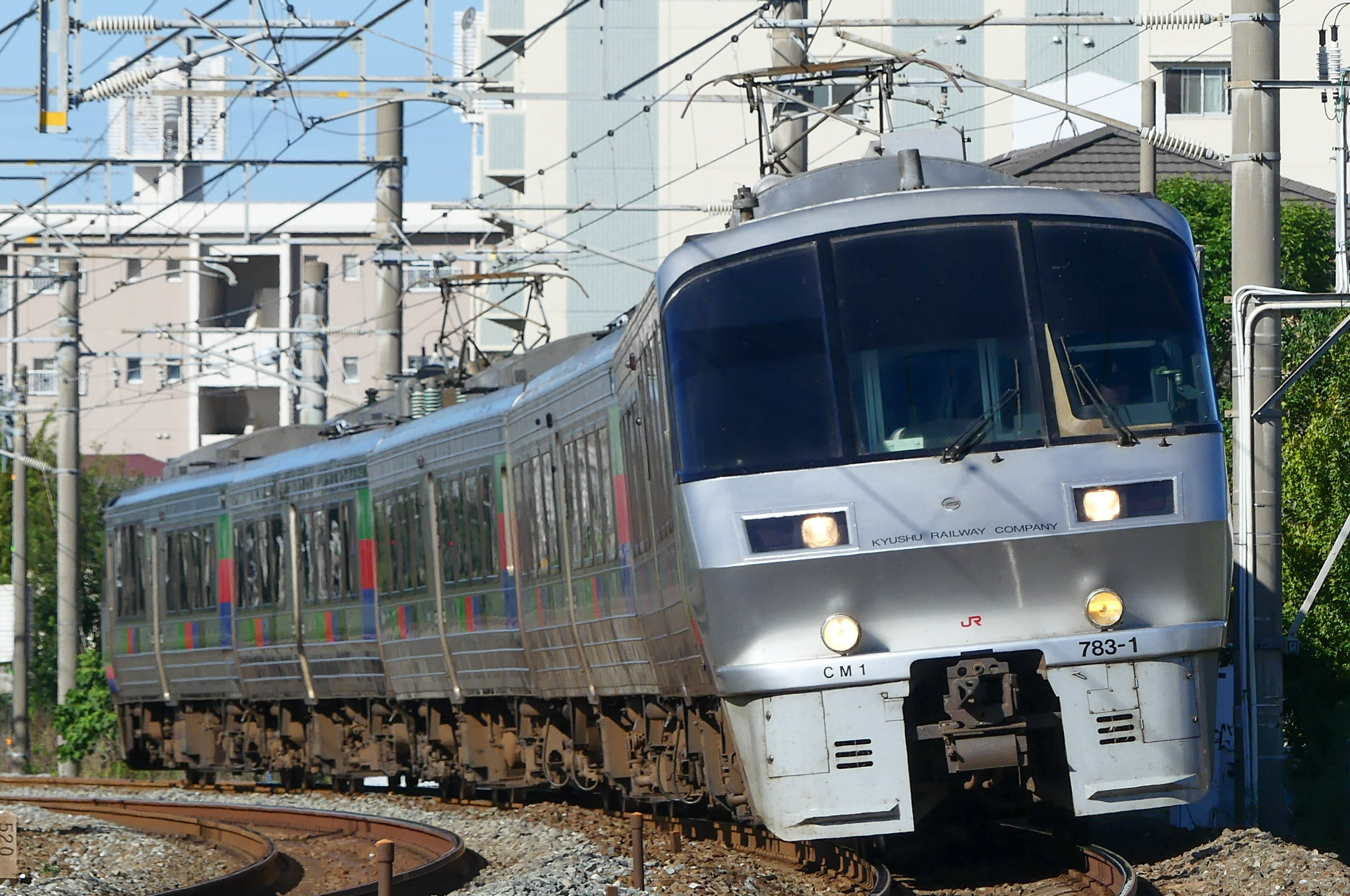
Série 783
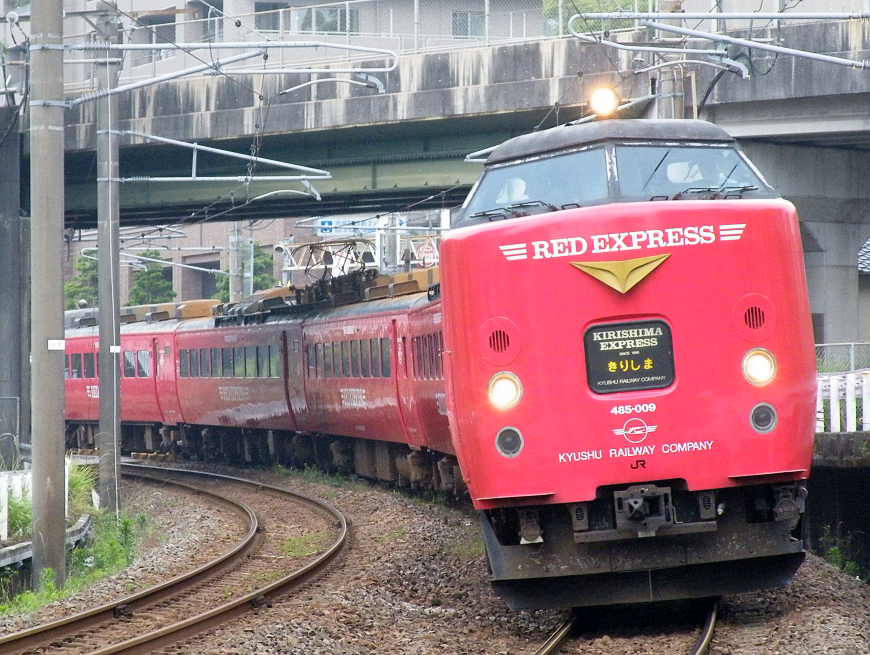
Série 485